# Tatiana Izotowa
Tatiana Izotowa – rosyjska pisarka i tłumaczka.

## Życiorys
W 2020 roku otrzymała wsparcie Instytutu Książki w ramach Programu Translatorskiego ©POLAND na tłumaczenie na rosyjski książki Katarzyny Ryrych Łopianowe pole. Książka została wydana w Kazachstanie. Jest pomysłodawcą wydawania przez wydawnictwo działające przy czasopiśmie Nowoje Literaturnoje Obozrienije Polskiej Serii w ramach której ukazały się w Rosji książki polskich pisarzy: Adama Wiedemanna Sęk pies brew, Olgi Tokarczuk Prawiek i inne czasy, Zbigniewa Kruszyńskiego Na lądach i morzach czy Dukla Andrzeja Stasiuka.

## Tłumaczenia
- 2020: Katarzyna Ryrych Łopianowe pole (Лопуховое поле)[2]
- 2004: Olga Tokarczuk Prawiek i inne czasy – Правек и другие времена[4]